# خلیفه حفتر
خلیفه بلقاسم حفتر (به عربی: خليفة بلقاسم حفتر) (متولد ۷ نوامبر ۱۹۴۳) از فرماندهان نظامی لیبیایی است. وی در اواخر دهه ۱۹۸۰ از حکومت معمر قذافی جدا شد. او در سال ۲۰۱۱ برای مشارکت در انقلاب ۲۰۱۱ لیبی به لیبی بازگشت. وی در آن دوران فرماندهی بخشی از نیروهای زمینی ارتش مخالفان قذافی را بر عهده گرفت.
پس از سرنگونی حکومت معمر قذافی، حفتر که از پشتیبانی بسیاری از افسران ارتش لیبی برخوردار بود در فوریه ۲۰۱۴ میلادی دستور تعلیق فعالیت کار کنگره ملی (پارلمان لیبی در طرابلس) و دولت جدید لیبی مستقر در طرابلس را صادر کرد. مسئولان لیبی این کار وی را تلاشی برای کودتا اعلام کردند.
وی در ماه مه سال ۲۰۱۴ نیز عملیاتی را با استفاده از نیروهای نظامی مطیع خود با نام «کرامت لیبی» در بنغازی به اجرا درآورد. در این عملیات نیروهای حفتر پایگاه‌های گروه‌های شبه‌نظامی را هدف قرار دادند که منجر به کشته و مجروح شدن شمار زیادی از شبه‌نظامیان شد.

## زندگی‌نامه حفتر
خلیفه حفتر در سال ۱۹۴۳ در اجدابیا در شرق لیبی از مادری مصری و پدری لیبیایی به دنیا آمد. او در اجدابیا به دبستان و در درنه به دبیرستان رفت. وی تحصیلات نظامی خود را در آکادمی نظامی گذراند و مدتی نیز در اتحاد جماهیر شوروی آموزش دید. او علاوه بر عربی، به انگلیسی، ایتالیایی و روسی نیز صحبت می‌کند و با زبان فرانسوی نیز آشنایی دارد.
وی در بیست و شش سالگی، قذافی جوان را در جریان کودتای ۱۹۶۹ میلادی یاری کرد. کودتایی که منجر به سرنگونی حکومت محمد ادریس سنوسی شد. حفتر در آن دوران، یکی از اعضای شورای فرماندهی انقلاب بود. آن شورا به منظور اداره لیبی در روزهای پس از کودتا تشکیل شده بود.
حفتر در سال ۱۹۸۷ میلادی در حالی‌که به عنوان فرمانده نیروهای نظامی لیبیایی مستقر در چاد در جنگ لیبی و چاد عمل می‌کرد به اسارت نیروهای چاد درآمد. دولت لیبی تلاشی برای آزادی آنها نکرد و اعلام کرد که آنها از ارتش لیبی پیروی نمی‌کرده‌اند.
وی پس از چند سال زندان در سال ۱۹۹۰ آزاد شد و همراه با تعدادی از همرزمانش به آمریکا رفت. حفتر چند روز پس از آغاز قیام عمومی در سال ۲۰۱۱ میلادی به لیبی بازگشت تا در انقلاب ۱۷ فوریه مشارکت داشته باشد. شورای حکومت انتقالی لیبی در این دوران وی را به عنوان فرمانده نیروی زمینی برگزید، که سومین مقام مهم در ارتش مخالفان قذافی پس از عبدالفتاح یونس فرمانده کل قوا و عمر الحریری رئیس ستاد محسوب می‌شد.
کمی پس از سقوط رژیم قذافی، حدود ۱۵۰ افسر و افسر وظیفه وی را فرمانده جدید ارتش لیبی اعلام کردند و در واقع سعی داشتند دولت جدید را در مقابل عمل انجام شده قرار دهند اما مقامات دولت جدید با این موضوع مخالفت کردند.

## عملیات کرامه
حفتر که همچنان از پشتیبانی بسیاری از افسران ارتش لیبی برخوردار است و خود را فرمانده ارتش این کشور می‌داند در ماه مه سال ۲۰۱۴ عملیاتی را با نام «کرامت لیبی» به اجرا درآورد. در این عملیات نیروهای حفتر پایگاه‌های گروه‌های شبه‌نظامی را در بنغازی هدف قرار دادند که منجر به کشته و مجروح شدن شمار زیادی از شبه‌نظامیان شد، و ساختمان پارلمان و تعدادی از مراکز دولتی را در طرابلس به محاصره خود درآوردند.
حفتر هدف از این عملیات را پاکسازی لیبی از گروه‌های تروریستی و تکفیری و اخوان‌المسلمین اعلام کرد. وی گفت: کنگره ملی اجازه داده تا تروریست‌ها از سراسر دنیا در لیبی جمع شوند و امنیت این کشور را تهدید کنند.
برخی از مقامات مهم نظامی و سیاسی لیبی از جمله فرمانده نیروی هوایی و وزیر فرهنگ از وی پشتیبانی کردند. ارتش لیبی در پاسخ به این اقدام آسمان بنغازی را «منطقه پرواز ممنوع» اعلام کرد تا ژنرال حفتر نتواند از هواپیماها و هلیکوپترهای خود استفاده کند.

## تلاش نافرجام برای ترور حفتر
خلیفه حفتر صبح روز ۴ ژوئن ۲۰۱۴ با یک خودروی حامل مواد منفجره که توسط یک فرد انتحاری رانده می‌شد، مورد سوء قصد (تلاش برای ترور) قرار گرفت. فرد مهاجم تلاش کرد تا با خودروی حامل مواد منفجره وارد مقر موقت فرماندهی ستاد عملیات کرامت واقع در منطقه (عوط السلطان) نزدیک الأبیار در شرق بنغازی شود، اما نگهبانان متوجه شدند و به فرد مهاجم هشدار دادند. فرد مهاجم نیز فوراً اقدام به منفجر کردن خودروی خود کرد که منجر به کشته شدن ۵ سرباز لیبیایی و مجروح شدن ۲۳ نفر دیگر شد که به بیمارستان المرج منتقل شدند. خلیفه حفتر در این حمله انتحاری آسیبی ندید. حفتر در واکنش به این حادثه، قول داد که به این اقدام تروریستی به شدت پاسخ خواهد داد.

## حمله به طرابلس
در ماه ژانویه ۲۰۱۹ نیروهای حفتر توانستند مناطقی از جنوب لیبی را که حوزه‌های نفتی این کشور بودند به تصرف خود درآورند. از روز سوم آوریل ۲۰۱۹ خلیفه حفتر دستور تصرف طرابلس، پایتخت لیبی را صادر کرد؛ جایی که دولت «وفاق ملی» به ریاست فائز السراج در آن مستقر است و از سوی جامعه جهانی به رسمیت شناخته می‌شود.